# Fabrizio Savelli

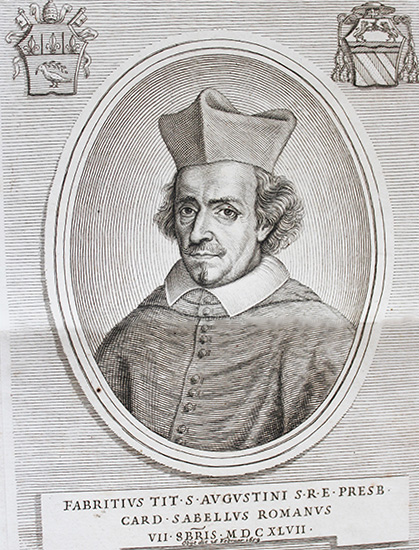
Kardinal Fabrizio Savelli

Fabrizio Savelli (* 1607 in Rom; † 26. Februar 1659 ebenda) war Erzbischof von Salerno und Kardinal der Römischen Kirche.

## Leben
Er war der Sohn von Paolo Savelli, Fürst von Albano, und entstammte der römischen Adelsfamilie Savelli, der bereits Papst Honorius IV. und die Kardinäle Bertrando Savelli, Giovanni Battista Savelli, Giacomo Savelli sowie Silvio Savelli angehört hatten. Er selbst war ein Neffe des Kardinals Giulio Savelli und Onkel des Kardinals Paolo Savelli. In seiner Jugend erhielt er eine militärische Ausbildung und kommandierte später Truppen des Kirchenstaates in verschiedenen regionalen Konflikten.
Am 15. September 1642 wurde er von Papst Urban VIII. zum Erzbischof von Salerno ernannt, unter Dispens davon, dass er noch nicht die Priesterweihe empfangen hatte. Die Bischofsweihe spendete ihm am 26. Oktober 1642 in Rom Kardinal Alessandro Cesarini; Mitkonsekratoren waren Francesco Gonzaga CR, Bischof von Cariati, und ein weiterer, nicht namentlich bekannter Bischof. Fabrizio Savelli folgte seinem Onkel Giulio Savelli als Erzbischof von Salerno und erhielt am 10. November 1642 das Pallium. Später war er Nuntius im Königreich Polen.
Papst Innozenz X. kreierte Savelli im Konsistorium vom 7. Oktober 1647 zum Kardinal und ernannte ihn zum Kardinalpriester. Den roten Hut und die Titelkirche Sant’Agostino empfing Fabrizio Savelli am 16. Dezember desselben Jahres. Ab dem 15. Januar 1648 war er Legat in Bologna. Er nahm am Konklave 1655 teil, das Papst Alexander VII. wählte. Das Amt des Erzbischofs von Salerno gab er 1658 auf und war in demselben Jahr Gesandter Polens beim Heiligen Stuhl.
Fabrizio Savelli starb am 26. Februar 1659 in Rom und wurde in der dortigen Kirche Santa Maria in Aracoeli beigesetzt.